# Antoine Semenyo
Antoine Serlom Semenyo (Chelsea, 7 gennaio 2000) è un calciatore ghanese con cittadinanza britannica, attaccante del Bournemouth e della nazionale ghanese.

## Caratteristiche tecniche
È un centravanti dotato di una grande velocità che può essere schierato come ala sinistra o seconda punta. La potenza fisica, la sua grande tecnica individuale e il suo fiuto del gol lo rendono un giocatore versatile e difficile da marcare, oltre a spettacolari reti segnate in coast-to-cost lo si vede spesso siglare marcature anche con brucianti inserimenti senza palla in area.

## Carriera

### Club

#### Giovanili e crescita nel Bristol City
Cresciuto nel settore giovanile del Bristol City, nel 2017 viene ceduto in prestito al Bath City in sesta divisione fino al termine della stagione; rientrato dal prestito debutta in prima squadra il 6 maggio giocando l'incontro di Championship perso 3-2 contro lo Sheffield Utd. 
Negli anni seguenti viene ceduto altre due volte in prestito, al Newport County ed al Sunderland rispettivamente in quarta e terza divisione. 
Il 5 settembre 2020 realizza la sua prima rete con il Bristol City, nel match di Coppa di Lega vinto 2-0 contro l'Exeter City. Nel corso delle stagioni successive si mette in mostra totalizzando 14 goal e 14 assist in due annate di Championship.

#### Bournemouth
Il 27 gennaio 2023 viene acquistato dal Bournemouth per 10 milioni di euro. Il 30 aprile successivo segna il suo primo goal nella vittoria per 4-1 contro il Leeds.
Nel corso della stagione 2023/2024 realizza 8 goal e 3 assist in 33 presenze di Premier League, tra cui una doppietta nella vittoria contro il Luton Town per 4-3.
Il 17 agosto 2024 segna il suo primo goal stagionale nel pareggio contro il Nottingham per 1-1. Il 31 agosto successivo torna al goal nella vittoria in rimonta nella trasferta contro l'Everton per 2-3. Il 30 settembre segna una rete nella vittoria contro il Southampton per 3-1. Torna decisivo nei big match contro Manchester City e Manchester United, contribuendo alle due vittorie dei Cherries. Il 14 gennaio 2025 segna un goal nella trasferta contro il Chelsea, pareggiata per 2-2. Il 25 gennaio seguente firma il goal del 5-0 in contropiede contro il Nottingham Forest.

### Nazionale
Debutta con la nazionale ghanese il 1º giugno 2022 nella partita vinta 3-0 contro il Madagascar, valida per le qualificazioni alla Coppa d'Africa 2023.
Segna il suo primo gol in nazionale il 17 novembre 2022, nell'amichevole vinta 2-0 contro la Svizzera.
Viene inserito dal CT Otto Addo nella lista dei convocati al campionato del mondo 2022 in Qatar, debuttandovi nella partita d'esordio dei Black Star contro il Portogallo e segnando anche una rete.

## Statistiche

### Presenze e reti nei club
Statistiche aggiornate al 19 maggio 2024.
| Stagione            | Squadra             | Campionato          | Campionato | Campionato | Coppe nazionali | Coppe nazionali | Coppe nazionali | Coppe continentali | Coppe continentali | Coppe continentali | Altre coppe | Altre coppe | Altre coppe | Totale | Totale | Totale |
| Stagione            | Squadra             | Comp                | Pres       | Reti       | Comp            | Pres            | Reti            | Comp               | Pres               | Reti               | Comp        | Pres        | Reti        | Pres   | Reti   |        |
| ------------------- | ------------------- | ------------------- | ---------- | ---------- | --------------- | --------------- | --------------- | ------------------ | ------------------ | ------------------ | ----------- | ----------- | ----------- | ------ | ------ | ------ |
| 2017-2018           | Bath City           | FCS                 | 14         | 3          | FACup           | 0               | 0               | -                  | -                  | -                  | FAT         | 0           | 0           | 14     | 3      |        |
| mag. 2018           | Bristol City        | FLC                 | 1          | 0          | FACup+CdL       | 0               | 0               | -                  | -                  | -                  | -           | -           | -           | 1      | 0      |        |
| 2018-gen. 2019      | Newport County      | FL2                 | 21         | 3          | FACup+CdL       | 5+2             | 0+1             | -                  | -                  | -                  | EFLT        | 4           | 2           | 32     | 6      |        |
| gen.-giu. 2019      | Bristol City        | FLC                 | 4          | 0          | FACup+CdL       | 0               | 0               | -                  | -                  | -                  | -           | -           | -           | 4      | 0      |        |
| 2019-2020           | Bristol City        | FLC                 | 9          | 0          | FACup+CdL       | 1+1             | 0               | -                  | -                  | -                  | -           | -           | -           | 11     | 0      |        |
| 2019-2020           | Sunderland          | FL1                 | 7          | 0          | FACup+CdL       | 0               | 0               | -                  | -                  | -                  | EFLT        | 0           | 0           | 7      | 0      |        |
| 2020-2021           | Bristol City        | FLC                 | 44         | 2          | FACup+CdL       | 3+3             | 1+2             | -                  | -                  | -                  | -           | -           | -           | 50     | 5      |        |
| 2021-2022           | Bristol City        | FLC                 | 31         | 8          | FACup+CdL       | 1+0             | 0+0             | -                  | -                  | -                  | -           | -           | -           | 32     | 8      |        |
| 2022-gen. 2023      | Bristol City        | FLC                 | 23         | 6          | FACup+CdL       | 2+2             | 1+1             | -                  | -                  | -                  | -           | -           | -           | 27     | 8      |        |
| Totale Bristol City | Totale Bristol City | Totale Bristol City | 112        | 16         |                 | 13              | 5               |                    | -                  | -                  |             | -           | -           | 125    | 21     |        |
| gen.-giu. 2023      | Bournemouth         | PL                  | 11         | 1          | FACup+CdL       | 0+0             | 0+0             | -                  | -                  | -                  | -           | -           | -           | 11     | 1      |        |
| 2023-2024           | Bournemouth         | PL                  | 33         | 8          | FACup+CdL       | 1+2             | 0+0             | -                  | -                  | -                  | -           | -           | -           | 36     | 8      |        |
| Totale Bournemouth  | Totale Bournemouth  | Totale Bournemouth  | 44         | 9          |                 | 3               | 0               |                    | -                  | -                  |             | -           | -           | 47     | 9      |        |
| Totale carriera     | Totale carriera     | Totale carriera     | 198        | 31         |                 | 23              | 6               |                    | -                  | -                  |             | 4           | 2           | 225    | 39     |        |

### Cronologia presenze e reti in nazionale
| Cronologia completa delle presenze e delle reti in nazionale ― Ghana | Cronologia completa delle presenze e delle reti in nazionale ― Ghana | Cronologia completa delle presenze e delle reti in nazionale ― Ghana | Cronologia completa delle presenze e delle reti in nazionale ― Ghana | Cronologia completa delle presenze e delle reti in nazionale ― Ghana | Cronologia completa delle presenze e delle reti in nazionale ― Ghana | Cronologia completa delle presenze e delle reti in nazionale ― Ghana | Cronologia completa delle presenze e delle reti in nazionale ― Ghana |
| Data                                                                 | Città                                                                | In casa                                                              | Risultato                                                            | Ospiti                                                               | Competizione                                                         | Reti                                                                 | Note                                                                 |
| -------------------------------------------------------------------- | -------------------------------------------------------------------- | -------------------------------------------------------------------- | -------------------------------------------------------------------- | -------------------------------------------------------------------- | -------------------------------------------------------------------- | -------------------------------------------------------------------- | -------------------------------------------------------------------- |
| 1-6-2022                                                             | Cape Coast                                                           | Ghana                                                                | 3 – 0                                                                | Madagascar                                                           | Qual. Coppa d'Africa 2023                                            | -                                                                    | 76’                                                                  |
| 23-9-2022                                                            | Le Havre                                                             | Brasile                                                              | 3 – 0                                                                | Ghana                                                                | Amichevole                                                           | -                                                                    | 72’                                                                  |
| 27-9-2022                                                            | Lorca                                                                | Nicaragua                                                            | 0 – 1                                                                | Ghana                                                                | Amichevole                                                           | -                                                                    | 86’                                                                  |
| 17-11-2022                                                           | Abu Dhabi                                                            | Ghana                                                                | 2 – 0                                                                | Svizzera                                                             | Amichevole                                                           | 1                                                                    | 68’                                                                  |
| 24-11-2022                                                           | Doha                                                                 | Portogallo                                                           | 3 – 2                                                                | Ghana                                                                | Mondiali 2022 - 1º turno                                             | -                                                                    | 89’                                                                  |
| 2-12-2022                                                            | Al Wakrah                                                            | Ghana                                                                | 0 – 2                                                                | Uruguay                                                              | Mondiali 2022 - 1º turno                                             | -                                                                    | 72’                                                                  |
| 23-3-2023                                                            | Kumasi                                                               | Ghana                                                                | 1 – 0                                                                | Angola                                                               | Qual. Coppa d'Africa 2023                                            | 1                                                                    | 69’                                                                  |
| 27-3-2023                                                            | Luanda                                                               | Angola                                                               | 1 – 1                                                                | Ghana                                                                | Qual. Coppa d'Africa 2023                                            | -                                                                    | 60’                                                                  |
| 7-9-2023                                                             | Kumasi                                                               | Ghana                                                                | 2 – 1                                                                | Rep. Centrafricana                                                   | Qual. Coppa d'Africa 2023                                            | -                                                                    | 69’                                                                  |
| 12-9-2023                                                            | Accra                                                                | Ghana                                                                | 3 – 1                                                                | Liberia                                                              | Amichevole                                                           | -                                                                    | 75’                                                                  |
| 14-10-2023                                                           | Charlotte                                                            | Messico                                                              | 2 – 0                                                                | Ghana                                                                | Amichevole                                                           | -                                                                    | 64’                                                                  |
| 17-10-2023                                                           | Nashville                                                            | Stati Uniti                                                          | 4 – 0                                                                | Ghana                                                                | Amichevole                                                           | -                                                                    | 75’                                                                  |
| 17-11-2023                                                           | Kumasi                                                               | Ghana                                                                | 1 – 0                                                                | Madagascar                                                           | Qual. Mondiali 2026                                                  | -                                                                    | 73’                                                                  |
| 21-11-2023                                                           | Iconi                                                                | Comore                                                               | 1 – 0                                                                | Ghana                                                                | Qual. Mondiali 2026                                                  | -                                                                    | 65’                                                                  |
| 14-1-2024                                                            | Abidjan                                                              | Ghana                                                                | 1 – 2                                                                | Capo Verde                                                           | Coppa d'Africa 2023 - 1º turno                                       | -                                                                    | 62’                                                                  |
| 18-1-2024                                                            | Abidjan                                                              | Egitto                                                               | 2 – 2                                                                | Ghana                                                                | Coppa d'Africa 2023 - 1º turno                                       | -                                                                    |                                                                      |
| 22-1-2024                                                            | Abidjan                                                              | Mozambico                                                            | 2 – 2                                                                | Ghana                                                                | Coppa d'Africa 2023 - 1º turno                                       | -                                                                    | 72’                                                                  |
| 22-3-2024                                                            | Marrakech                                                            | Ghana                                                                | 1 – 2                                                                | Nigeria                                                              | Amichevole                                                           | -                                                                    |                                                                      |
| 26-3-2024                                                            | Marrakech                                                            | Uganda                                                               | 2 – 2                                                                | Ghana                                                                | Amichevole                                                           | -                                                                    |                                                                      |
| 6-6-2024                                                             | Bamako                                                               | Mali                                                                 | 1 – 2                                                                | Ghana                                                                | Qual. Mondiali 2026                                                  | -                                                                    | 79’                                                                  |
| 10-6-2024                                                            | Kumasi                                                               | Ghana                                                                | 4 – 3                                                                | Rep. Centrafricana                                                   | Qual. Mondiali 2026                                                  | -                                                                    | 64’                                                                  |
| 5-9-2024                                                             | Kumasi                                                               | Ghana                                                                | 0 – 1                                                                | Angola                                                               | Qual. Coppa d'Africa 2025                                            | -                                                                    |                                                                      |
| 9-9-2024                                                             | Berkane                                                              | Niger                                                                | 1 – 1                                                                | Ghana                                                                | Qual. Coppa d'Africa 2025                                            | -                                                                    |                                                                      |
| 10-10-2024                                                           | Accra                                                                | Ghana                                                                | 0 – 0                                                                | Sudan                                                                | Qual. Coppa d'Africa 2025                                            | -                                                                    |                                                                      |
| 15-10-2024                                                           | Bengasi                                                              | Sudan                                                                | 2 – 0                                                                | Ghana                                                                | Qual. Coppa d'Africa 2025                                            | -                                                                    | 24’ 57’                                                              |
| 21-3-2025                                                            | Accra                                                                | Ghana                                                                | 5 – 0                                                                | Ciad                                                                 | Qual. Mondiali 2026                                                  | 1                                                                    | 71’                                                                  |
| 24-3-2025                                                            | Al Hoceima                                                           | Madagascar                                                           | 0 – 3                                                                | Ghana                                                                | Qual. Mondiali 2026                                                  | -                                                                    | 71’                                                                  |
| Totale                                                               |                                                                      | Presenze                                                             | 27                                                                   |                                                                      | Reti                                                                 | 3                                                                    |                                                                      |